# Saison 3 de Fear the Walking Dead
Chronologie
Saison 2 Saison 4
La troisième saison de Fear the Walking Dead, série télévisée américaine dérivée de l'univers de The Walking Dead, est constituée de seize épisodes et diffusée en deux parties depuis le 4 juin 2017 sur AMC, aux États-Unis.

## Synopsis
Après leurs aventures dans la région de Tijuana, la famille de Madison est réunie à la frontière américaine en compagnie d'une milice de survivalistes américains. Les rôdeurs envahissent de plus en plus le terrain.

## Distribution

### Acteurs principaux
- Kim Dickens (VF : Rafaèle Moutier) : Madison Clark
- Cliff Curtis (VF : Bruno Magne) : Travis Manawa (épisodes 1, 2 et 16)
- Frank Dillane (VF : Romain Altché) : Nick Clark
- Alycia Debnam-Carey (VF : Anouck Hautbois) : Alicia Clark
- Mercedes Masohn (VF : Julie Cavanna) : Ofelia Salazar (épisodes 7 à 14)
- Colman Domingo (VF : Lucien Jean-Baptiste) : Victor Strand
- Danay García (VF : Ludivine Maffren) : Luciana Galvez (épisodes 1 à 5 et 16)
- Rubén Blades (VF : Gilbert Lévy) : Daniel Salazar
- Daniel Sharman (VF : Clément Moreau) : Troy Otto
- Sam Underwood (VF : Rémi Caillebot) : Jake Otto (épisodes 1 à 12 et 16)
- Dayton Callie (VF : Patrick Messe) : Jeremiah Otto (épisodes 2 à 8 et 16)
- Lisandra Tena (en) (VF : Cléo Anton) : Lola Guerrero

### Acteurs récurrents
- Michael William Freeman (VF : Jonathan Benhamou) : Blake Sarno (11 épisodes)
- Michael Greyeyes (VF : Stéphane Fourreau) : Qaletaqa Walker (10 épisodes)
- Justin Rain (VF : Xavier Couleau) : Lee « Crazy Dog » (10 épisodes)
- Matt Lasky (VF : Florian Wormser) : Cooper « Coop » (9 épisodes)
- Jesse Borrego (VF : Mathieu Buscatto) : Efrain Morales (4 épisodes)
- Ila Marie Alvarez Kamena : Erin Twomey (4 épisodes)
- Dominic Bogart : Joe (4 épisodes)
- Sarah Benoit (VF : Françoise Pavy) : Pat Daley (4 épisodes)
- Brian Duffy : Préfet 19 (Proctor Nineteen) (4 épisodes)
- Luke Spencer Roberts : Gabe Diller (4 épisodes)
- Nathan Sutton : Jimmie (4 épisodes)

### Invités
- Lindsay Pulsipher (VF : Pascale Chemin) : Charlene Daley (épisodes 1 et 2)
- Noel Fisher (VF : Thierry D'Armor) : Willy (épisode 1)
- Ross McCall (VF : Benjamin Penamaria) : Steven (épisode 1)
- Worth Howe : Russell Brown (épisodes 2, 3 et 5)
- Heather Wynters : Martha Brown (épisodes 2, 3 et 5)
- Brenda Strong (VF : Marie-Laure Dougnac) : Ilene Stowe (épisode 2)
- Karen Bethzabe (VF : Daniela Labbé-Cabrera) : Elena Reyes (épisode 2)
- Ramses Jimenez : Hector Reyes (épisode 2)
- Rae Gray (VF : Elsa Davoine) : Gretchen Trimbol (épisodes 3, 5 et 6)
- Justin Deeley : Mike Trimbol (épisodes 3, 5 et 6)
- Phillip Fallon : Terrance Shafford (épisodes 3, 6 et 9)
- Jason Manuel Olazabal (VF : Vincent Violette) : Dante Esquibel (épisodes 3 et 4)
- Hugo Armstrong (VF : Jean-Luc Atlan) : Vernon Trimbol (épisodes 3 et 6)
- Emma Caulfield (VF : Flora Brunier) : Tracy Otto[1] (épisode 3)
- Ricardo Chacon : J.C. (épisode 4)
- Ricardo Moreno Villa : Everardo (épisodes 4, 9 et 11)
- Jenny Schmidt : Mme Twomey (épisodes 5, 9 et 10)
- Jake B. Miller (VF : Jonathan Benhamou) : Dax Daley (épisodes 6, 10 et 13)
- Kalani Queypo : Klah Jackson (épisodes 9, 10 et 12)
- Eileen Grubba (VF : Françoise Pavy) : Kerry, la fermière (épisodes 10 et 13)
- Hal Havins : Bob, le fermier (épisodes 10 et 13)
- Teya Patt : Teller (épisodes 10 et 14)
- Linda Gehringer (VF : Patricia Legrand) : Christine (épisodes 12 et 13)
- Miguel Pérez (VF : José Luccioni) : El Matarife (épisodes 14 et 15)
- Edwina Findley (en) (VF : Aurélie Konaté) : Diana (épisodes 14 et 15)
- Ray McKinnon (VF : Maurice Decoster) : Préfet John (épisodes 15 et 16)
- Travis Johns : Préfet 9 (Proctor Nine) (épisodes 15 et 16)

## Production

### Développement
En avril 2016, la série a été renouvelée pour une troisième saison de seize épisodes.

### Attribution des rôles
En mars 2017, Daniel Sharman a obtenu le rôle principal de Troy lors de cette troisième saison.

## Liste des épisodes
1. L'Œil du spectateur
2. La Nouvelle Frontière
3. Lfdmtqnlc
4. 100
5. Brûler dans l'eau, se noyer dans les flammes
6. Terre de sang
7. Révélation
8. Les Enfants de la colère
9. Le Minotaure
10. Le Devin
11. La Serpiente
12. Frères ennemis
13. Cette Terre est votre Terre
14. El Matadero
15. Les choses ont mal commencé
16. Balade en traîneau

### Épisode 1:L'Œil du spectateur
- États-Unis : 4 juin 2017 sur AMC[4]
- France : 
  - 5 juin 2017 sur Canal+ Séries[5] (en VOSTFr)
  - 6 juin 2017 sur iTunes Store[6] (en VF, service VOD)

- États-Unis : 3,11 millions de téléspectateurs[7] (première diffusion)

- Brennan Keel Cook (garde endormi)
- Graham Sibley (la victime suivante)
- Noel Fisher (Willy)

### Épisode 2:La Nouvelle Frontière
- États-Unis : 4 juin 2017 sur AMC
- France : 
  - 5 juin 2017 sur Canal+ Séries[5] (en VOSTFr)
  - 6 juin 2017 sur iTunes Store[6] (en VF, service VOD)

- États-Unis : 2,7 millions de téléspectateurs[7] (première diffusion)

- Maru Alfaro (la mère d'Ava)
- Dominic Bogart (Joseph)
- David Arturo Cabezud Fernandez (un homme)
- Ricardo Elihu Alanis Gonzales (un jeune homme)
- Worth Howe (Russell Brown)
- Kinsey McLean (le médecin)
- Omar Paul Yñigo Meza (le mari d'Ava)
- Ariadnali de la Peña Zepeda (Ava)

- Cet épisode marque le départ de la distribution principale de Cliff Curtis (Travis Manawa).

### Épisode 3:Lfdmtqnlc
- États-Unis : 11 juin 2017 sur AMC
- France : 
  - 12 juin 2017 sur Canal+ Séries[5] (en VOSTFr)
  - 13 juin 2017 sur iTunes Store[6] (en VF, service VOD)

- États-Unis : 2,5 millions de téléspectateurs[8] (première diffusion)

- Faustino Bojorquez Arellano (un garde du barrage)
- Hugo Armstrong (Vernon Trimbol)
- Sarah Benoit (Pat Daley)
- Justin Deely (Mike Trimbol)
- Philip Fallon (Terrance Shafford)
- Marshall Fox (la tête Geoff)
- Eva Luz Corpus Guajardo (la vieille femme)
- Worth Howe (Russell Brown)
- Matt Lasky (Cooper)
- Daniel Moncada (l'homme jeté du barrage)
- Luke Spencer Roberts (Gabe Dille)
- Tyler Sanders (Jake Otto jeune)
- John Schaffer (résident du ranch)
- Jackson Robert Scott (Troy Otto jeune)
- Nathan Sutton (Jimmie)
- Heather Wynters (Martha Brown)

Dans une publicité télévisée de 1996, Jeremiah fait la promotion de sa série vidéo en quatre parties sur la façon de survivre à "TEOTWAWKI", son acronyme pour "la fin du monde tel que nous le connaissons". 
Madison, Nick et Alicia assistent au mémorial de Charlene au ranch. Sentant l'hostilité des membres de la communauté, Madison se présente aux éleveurs et les remercie d'avoir accueilli elle et sa famille.
Les éleveurs exigent un éclaircissement sur l'attaque de l'hélicoptère, Jeremiah rassure la foule. 
Troy dit à Madison qu'il l'a choisie, pas Nick, pour rejoindre sa communauté. Madison insiste sur le fait que Nick restera avec elle. Par la suite Jake ordonne à Troy de rester à l'écart de la famille Clark. Il rappelle à Troy qu'il le protège en dissimulant sa nature psychopathique aux autres membres de la communauté. 
Strand arrive à un barrage, où il trouve une longue ligne de mexicains assoiffés. Dante, l'ancien associé de Strand, émerge et le salue.
Gretchen emmène Alicia dans un bunker pour une «étude biblique». À l'intérieur, Gretchen et ses amis s'échangent un bong et présentent Alicia à «Geoff», une tête infectée dans une cage. Troy invite Nick à une partie de chasse mais juste pour s'en prendre à lui. Nick se retourne alors contre lui, attrape le journal «scientifique» de Troy, déchire les pages et rit hystériquement. Troy déclare qu'ils peuvent maintenant être amis.

### Épisode 4:100
- États-Unis : 18 juin 2017 sur AMC
- France : 
  - 19 juin 2017 sur Canal+ Séries[5] (en VOSTFr)
  - 20 juin 2017 sur iTunes Store[6] (en VF, service VOD)

- États-Unis : 2,4 millions de téléspectateurs[9] (première diffusion)

- Dana Dorel (l'infectée qui poursuit Daniel)
- Pedro Rodman (le père)
- Itza Sodi (Pablito)
- Rodrigo Del Villar Casas (Othón)

Daniel Salazar a survécu à l'incendie de l'hacienda mais est grièvement brulé. Il parvient néanmoins à arriver à Tijuana où il tombe sur Efrain qui le prend sous son aile et lui indique une fontaine d'eau. Il l’emmene ensuite chez Lola qui soigne ses brûlures. Puis il aide Efrain à piller les poubelles. Par une nuit d'orage, il s'enfuit mais il se fait coincer par un rôdeur qui est subitement foudroyé par un éclair. Daniel s'évanouit et se fait réveiller par les éboueurs du barrage de Dante. Lola qui y travaille comme responsable de l'eau l'emploie sous sa direction. Alors qu'il déjeune à la cantine, il se fait rabrouer par J.C. le chef de la sécurité, Dante reconnait l'ancien lieutenant Salazar et l'invite à diriger ses hommes. Peu après, en patrouille pour Dante, Daniel dénonce Efrain pour éviter de dévoiler la fontaine d'eau. Daniel repère Strand à son arrivée, lui apporte de l'eau et lui demande si Ofelia est en vie. Strand lui dit que Ofelia l'attend dans un hôtel. Daniel reconnait un bluff de Strand et le laisse pourrir dans sa cellule. Dante ordonne à Daniel de torturer Efrain 
Alors qu'il se prépare à lancer un coup de marteau à Efrain, Lola court et l'arrête, dévoilant qu'elle est la complice d'Efrain.
Dante et J.C. emmènent Efrain, Lola, Strand et Pablito au barrage pour leur exécution. Dante pousse Pablito, Lola est la prochaine mais Daniel lance un coup de tête à J.C., lui tire dessus, puis tue Dante.

### Épisode 5:Brûler dans l'eau, se noyer dans les flammes
- États-Unis : 25 juin 2017 sur AMC
- France : 
  - 26 juin 2017 sur Canal+ Séries[5] (en VOSTFr)
  - 27 juin 2017 sur iTunes Store[6] (en VF, service VOD)

- États-Unis : 2,5 millions de téléspectateurs[10] (première diffusion)

- Rocky McMurray (Phil McCarthy)

### Épisode 6:Terre de sang
- États-Unis : 2 juillet 2017 sur AMC
- France : 
  - 3 juillet 2017 sur Canal+ Séries[5] (en VOSTFr)
  - 4 juillet 2017 sur iTunes Store[6] (en VF, service VOD)

- États-Unis : 2,19 millions de téléspectateurs[11] (première diffusion)

- Ericka Kreutz (Kathy Trimbol)

### Épisode 7:Révélation
- États-Unis : 9 juillet 2017 sur AMC
- France : 
  - 10 juillet 2017 sur Canal+ Séries[5] (en VOSTFr)
  - 11 juillet 2017 sur iTunes Store[6] (en VF, service VOD)

- États-Unis : 2,62 millions de téléspectateurs[12] (première diffusion)

### Épisode 8:Les Enfants de la colère
- États-Unis : 9 juillet 2017 sur AMC
- France : 
  - 10 juillet 2017 sur Canal+ Séries[5] (en VOSTFr)
  - 11 juillet 2017 sur iTunes Store[6] (en VF, service VOD)

- États-Unis : 2,4 millions de téléspectateurs[12] (première diffusion)

### Épisode 9:Le Minotaure
- États-Unis : 10 septembre 2017 sur AMC[13]
- France : 
  - 11 septembre 2017 sur Canal+ Séries[5] (en VOSTFr)
  - 12 septembre 2017 sur iTunes Store[6] (en VF, service VOD)

- États-Unis : 2,14 millions de téléspectateurs[14] (première diffusion)

- Yeray Albelda (jeune rebelle)
- Alondra Benitez (une femme dans la foule)
- Cristobal Dearie (un père assoiffé)
- Carlos Alberto Escamilla Molina (un homme assoiffé)

### Épisode 10:Le Devin
- États-Unis : 10 septembre 2017 sur AMC[13]
- France : 
  - 11 septembre 2017 sur Canal+ Séries[5] (en VOSTFr)
  - 12 septembre 2017 sur iTunes Store[6],[15] (en VF, service VOD)

- États-Unis : 2,14 millions de téléspectateurs[14] (première diffusion)

- Eddie Diaz (garde anti-émeute)
- Keyko Duran (Maria Lu)
- Cesar Garcia Cadena (le colporteur)
- Eileen Grubba (Kerry)
- Hector Antonio Guerrero Alcantar (le garçon à l'avion en papier)
- Hal Havins (Bob)
- Te San Kang (Pushy Hawker)

### Épisode 11:La Serpiente
- États-Unis : 17 septembre 2017 sur AMC
- France : 
  - 18 septembre 2017 sur Canal+ Séries[5] (en VOSTFr)
  - 19 septembre 2017 sur iTunes Store[6] (en VF, service VOD)

- États-Unis : 1,98 million de téléspectateurs[16] (première diffusion)

### Épisode 12:Frères ennemis
- États-Unis : 24 septembre 2017 sur AMC
- France : 
  - 25 septembre 2017 sur Canal+ Séries[5] (en VOSTFr)
  - 26 septembre 2017 sur iTunes Store[6] (en VF, service VOD)

- États-Unis : 2,08 millions de téléspectateurs[17] (première diffusion)

### Épisode 13:Cette Terre est votre Terre
- États-Unis : 1er octobre 2017 sur AMC
- France : 
  - 2 octobre 2017 sur Canal+ Séries[5] (en VOSTFr)
  - 3 octobre 2017 sur iTunes Store[6] (en VF, service VOD)

- États-Unis : 2,364 millions de téléspectateurs[18] (première diffusion)

- Josh Clark (le père de Kerry)
- Renee Venencie (la jeune femme indienne)
- Timothy Docherty Naranjo (le fils de Kerry)
- Cal Bartlett (Stan)
- J. LaRose (le vieil indien)

### Épisode 14:El Matadero
- États-Unis : 8 octobre 2017 sur AMC
- France : 
  - 9 octobre 2017 sur Canal+ Séries[5] (en VOSTFr)
  - 10 octobre 2017 sur iTunes Store[6] (en VF, service VOD)

- États-Unis : 2,231 millions de téléspectateurs[19] (première diffusion)

- Eddie Diaz (un garde anti-émeute)
- Christel Klitbo (la serveuse)

- Cet épisode marque le départ de la distribution principale de Mercedes Masohn (Ofelia Salazar).

### Épisode 15:Les choses ont mal commencé
- États-Unis : 15 octobre 2017 sur AMC
- France : 
  - 16 octobre 2017 sur Canal+ Séries[5] (en VOSTFr)
  - 17 octobre 2017 sur iTunes Store[6] (en VF, service VOD)

- États-Unis : 2,23 millions de téléspectateurs[20] (première diffusion)

- James LeGros (Eddie)

### Épisode 16:Balade en traîneau
- États-Unis : 15 octobre 2017 sur AMC
- France : 
  - 16 octobre 2017 sur Canal+ Séries[5] (en VOSTFr)
  - 17 octobre 2017 sur iTunes Store[6] (en VF, service VOD)

- États-Unis : 2,23 millions de téléspectateurs[20] (première diffusion)

- Candy Esmeralda Raya Madera (la petite fille mexicaine)
- Anthony Nanakornpanom (préfet 11)

Dans le rêve de Madison:
- Cliff Curtis (Travis Manawa)
- Daniel Sharman (Troy Otto)
- Sam Underwood (Jake Otto)
- Dayton Callie (Jeremiah Otto)
- Danay Garcia (Luciana)
- Matt Lasky (Cooper « Coop »)